# Squatina leae
Squatina leae — вид акул з роду акула-ангел родини акулоангелових. Описаний у 2023 році.

## Назва
Видова назва leae присвячена пам'яті Леа-Марі Кордт, покійної сестри нареченої першого автора.

## Поширення
Вид поширений на заході Індійського океану. Описаний з трьох зразків, впійманих на банці Сая-де-Малья на Маскаренському підводному плато глибині 100—500 м.

## Опис
Невеликий вид акул-ангелів (максимальний розмір тіла 870 мм). Має помітно яскраве забарвлення спини, від бежевого до світло-сірувато-коричневого, з великою кількістю світло-жовтих плям на тулубі, грудних і тазових плавцях, а також незліченну кількість щільно посаджених, дрібних темних плям по всій дорсальній поверхні.